# Vedova Nera (Ultimate Marvel)
Vedova Nera (Black Widow) è un personaggio dei fumetti creato da Brian Michael Bendis (testi) e Terry Moore (disegni) nel 2002, pubblicato dalla Marvel Comics.
Finora due personaggi hanno preso il nome di Vedova Nera: Natasha Romanova e Monica Chang.
Appartiene all'universo Ultimate Marvel, ed è membro degli Ultimates. La Vedova Nera ha debuttato negli USA nel 2002 in Ultimate Marvel Team-Up numero 14 e in Italia nel 2003 nel numero 4 di Ultimates. Dopo il suo debutto diventa un personaggio essenziale nella trama della serie Ultimates, scritta da Mark Millar e disegnata da Bryan Hitch, in cui vengono delineati gli aspetti essenziali della sua vita e della sua personalità.

## Biografia del personaggio
Natasha Romanova è una ex-spia e assassina del KGB, soprannominata Vedova Nera (come l'omonima specie di ragni) poiché i suoi precedenti mariti sono morti in situazioni non chiare. Inizialmente parte delle operazioni segrete degli Ultimates, venne rivelata al pubblico quando fu scritto un background accettabile per lei.
Sembra avere miglioramenti genetici o cibernetici che le garantiscono forza e coordinazione superiori a quelle di un comune essere umano.

### Ultimates 2
Dopo essersi fidanzata con Tony Stark, ha ricevuto da lui un'armatura nera, con poteri simili a quella di Iron Man. Si scoprirà poco dopo essere una traditrice in combutta con Loki (fratello malvagio di Thor) e, dopo aver ucciso Jarvis e dopo aver fatto imprigionare gli stessi Thor e Capitan America, conduce con Loki e le sue forze un attacco al Triskelion, sede degli Ultimates.
Stark la tramortisce colpendola con una bottiglia di vetro, provocandole diverse ferite e mandandola in ospedale.
Ancora ricoverata in ospedale, viene poi uccisa da Occhio di Falco che, per vendicarsi della morte della sua famiglia, la va a cercare in ospedale (dove si trovava in terapia per le ferite riportate quando fu scoperto il suo doppio gioco) e le pianta una freccia in mezzo agli occhi dopo averla crocefissa alla parete con altri dardi.

### Ultimate Comics: Avengers
Monica Chang, l'ex-moglie di Nick Fury, diventa la seconda Vedova Nera nei Vendicatori di Fury.

## Altri media

### Animazione
La Vedova Nera compare in Ultimate Avengers e Ultimate Avengers 2. In questa versione dove non è una spia doppiogiochista ma come una fidata di Nick Fury. Inoltre ha una relazione sentimentale con Capitan America.

### Televisione
La Vedova Nera compare in:
- Ultimate Spider-Man
- Avengers Assemble
- Hulk e gli agenti S.M.A.S.H.